# راتينجية أولغينية
الراتينجية الأولغينية نوع شجري يتبع جنس الراتينجية من الفصيلة الصنوبرية.

## البيئة والانتشار
أخذ اسمه من خليج أولغا في بحر اليابان. ينتشر في كوريا الشمالية وشرق روسيا وشرق الصين.

## الوصف النباتي
شجرة كبيرة ارتفاعها من 25-35 م عند اكتمال النمو.